# Fómino
Fómino (en rus: Фомино) és un poble de l'óblast de Vladímir, a Rússia, que en el cens del 2010 no tenia cap habitant. Pertany al districte de Koltxúguino.